# Ba'athisme
Ba'athisme (arabisk: البعث al-ba‘ath betyder "renæssance"/"genopstandelse") er en arabisk-nationalistisk ideologi, der taler for udviklingen og oprettelsen af en forenet arabisk stat gennem et fortropspartis lederskab af en progressiv revolutionær regering. Ideologien er officielt baseret på teorier fremsat af de syriske intellektuelle Zaki al-Arsuzi (ifølge den pro-syriske Ba'ath-bevægelse), Michel Aflaq og Salah al-Din al-Bitar.
Et ba'athistisk samfund søger at bringe oplysning og renæssance til arabisk kultur og værdier. Det støtter oprettelsen af etpartistater, og afviser politisk pluralisme indenfor et udefineret tidsrum – Ba'ath-partiet bør teoretisk anvende et ikke nærmere defineret tidsrum til at udvikle et oplyst arabisk samfund. Ba'athisme er baseret på principper fra arabisk nationalisme, panarabisme, arabisk socialisme, såvel som idéen om socialt fremskridt. Det er en sekulær ideologi, der fokuserer på kultur (arabisk) snarere end nogen eksplicit form for religion. En ba'athistisk stat støtter i varierende grad socialistiske økonomier, og støtter offentligt ejerskab af økonomiens højder, omend den modsætter sig konfiskering af privat ejendom. Socialisme betyder indenfor ba'athistisk ideologi ikke statssocialisme eller økonomisk lighed, men derimod modernisering; ba'athister mener at socialisme er den eneste måde at kunne udvikle et arabisk samfund, der både er frit og forenet.
De to ba'athistiske stater, som har eksisteret (Ba'athistisk Irak og det ba'athistiske Syrien) har begge forbudt kritik af deres ideologi gennem autoritær regeringsførelse. Disse regeringer er blevet betegnet som "neoba'athistiske", da den form for ba'athism, der udviklede sig i Irak og Syrien var meget anderledes end den ba'athisme som Aflaq og al-Bitar fremlagde; for eksempel har ingen af Ba'ath-partierne søgt at forene den arabiske verden

## Historie
Ba'athismen startede med de politiske idéer udviklet af Zaki al-Arsuzi og Michel Aflaq. Selvom Aflaq, Bitar og Arsuzi aldrig var medlemmer af den samme organisation, betragtes de normalt som ba'athismens grundlæggere. Det tætteste de kom på at være medlemmer af samme organisation var i 1939, da de tre sammen med Michel Quzman, Shakir al-As og Ilyas Qandalaft, forsøgte at etablere et parti. Dette lykkedes dog ikke på grund af personlige uenigheder, særligt mellem Arsuzi og Aflaq.
Arsuzi dannede det Arabiske Ba'athparti i 1940, og hans idéer påvirkede Aflaq som, sammen med sin yngre partner Salah al-Din al-Bitar, dannede den Arabiske Ihya-bevægelse i 1940, som senere skiftede navn til den Arabiske Ba'ath-bevægelse i 1943. Selvom Aflaq var påvirket af ham, samarbejdede Arsuzi til at begynde med ikke med Aflaq's bevægelse. Arsuzi havde mistanke om at den Arabiske Ihya-bevægelse, som til tider i 1941 omtalte sig selv som  "Arabisk Ba'ath", var en del af et imperialistisk plot for at forhindre hans egen mulighed for at påvirke den arabiske verden ved at danne en anden bevægelse med samme navn.
Arsuzi var selv araber fra Alexandretta som havde været associeret med arabisk nationalistisk politik i mellemkrigstiden. Han var inspireret af den franske revolution, bevægelserne for den tyske og italienske samling, samt det japanske økonomiske "mirakel". Hans syn blev påvirket af en række fremtrædende europæiske filosofiske og politiske figurer, heriblandt Hegel, Marx, Nietzsche og Spengler.
I 1939 forlod Arsuzi det syriske parti Ligue d'action nationaliste efter dets populære leder var død og der herskede kaos i partiet. I stedet grundlagde han det kortlivede Parti National Arabe samme år, men opløste det dog igen kort efter. 29. november 1940 grundlagde Arsuzi det Arabiske Ba'athparti. En betydningsfuld konflikt og centralt punkt indenfor ba'athismens udvikling skete da Arsuzis og Aflaqs bevægelser blev uenige om det coup d'etat der i 1941 blev begået af Rashid Ali al-Gaylani og som førte til den efterfølgende engelsk-irakiske krig. Aflaqs bevægelse støttede al-Gaylanis og den irakiske regerings krig mod briterne, og organiserede frivillige styrker der kunne rejse til Irak og kæmpe for den irakiske regering. Arsuzi var dog modstander af al-Gaylanis regering, og betragtede kuppet som dårligt planlagt og et fejltrin. Mange af hans samtidige var dog ikke enige, og Arsuzis parti mistede i denne periode mange medlemmer til Aflaqs bevægelse. Efterfølgende mistede Arsuzi sin direkte indflydelse på arabisk politik, da de Vichy-franske autoriteter udviste ham fra Syrien i 1941. Aflaqs Arabiske Ba'ath-bevægelse fortsatte sit politiske virke, og støttede blandt andet i 1943 Libanons uafhængighedskrig mod Frankrig. I 1947 konsoliderede bevægelsen sin magtposition, da den afholdt sin første partikongres og fusionerede med den Arabiske Socialistbevægelse anført af Akram al-Hawrani og blev til det Arabiske Socialistiske Ba'athparti.
I 1966 splittedes ba'ath-bevægelsen i to, hvoraf den ene var syrisk-ledet og den anden irakisk-ledet. Historikeren Ofra Bengio har udtalt, at en konsekvens af opdelingen blev at Arsuzi overtog Aflaqs rolle som "ba'athismens fader" i den syriske ba'ath-bevægelses øjne, mens den irakiske ba'ath-bevægelse stadig betragtede Aflaq som ophavsmand til ideologien.

## Definition
Aflaq betragtes i dag generelt som grundlæggeren af Ba'ath-bevægelsen, eller i det mindste som den best betydningsfulde bidragsyder til den. Der var dog også flere andre betydningsfulde ideologer i bevægelsen udover ham og Arsuzi, såsom Salah al-Din al-Bitar. Fra grundlæggelsen af den Arabiske Ba'ath-bevægelse og frem til midten af 1950'erne (i Syrien) og starten af 1960'erne (i Irak) var Ba'ath-partiets ideologi mere eller mindre synonym med Aflaq. Aflaqs syn på arabisk nationalisme betragtes af nogle, såsom historiker Paul Salem fra Middle East Institute, som en af de mere romantiske og poetiske forestillinger.
Intellektuelt set omformede Aflaq de konservative arabisk-nationalistiske tanker til at reflektere en stærk revolutionær og progressiv tendens, som udviklede sig parallelt med afkoloniseringen af den arabiske verden. Han insisterede på at de gamle herskende klasser skulle sættes fra magten, og støttede oprettelsen af et sekulært samfund hvori islam var adskilt fra staten. Ikke alle disse idéer var oprindeligt Aflaqs egne, men han tilskrives normalt æren som værende den, der gjorde dem til en transnational bevægelse. Kernen i ba'athisme er arabisk socialisme, en socialisme med arabiske præg, der ikke er associeret med den internationale socialistiske bevægelse, men i stedet kombineret med en panarabisk ideologi.
Ba'athismen, som den blev udviklet af Aflaq og Bitar, var en unik venstreorienteret arabisk-centrisk ideologi. Ideologien så sig selv som repræsenterende "den arabiske ånd mod materialistisk kommunisme" og "arabisk historie mod død reaktion." Den delte visse ideologiske ligheder, og nærede sympati for, den politik som de alliancefrie landes bevægelse bedrev under Jawaharlal Nehru, Gamal Abdel Nasser og Josip Broz Tito, og nægtede historisk både at engagere sig med den amerikansk-ledede Vestblok og den sovjetisk-ledede Østblok under den kolde krig.

## Begreber

### Arabisk nation
Aflaq støttede Sati' al-Husris idé om at sproget var den centrale forenende faktor for den arabiske nation, da sproget førte til foreningen af tanke, norm og ideal. Historie var en anden forenende egenskab, da det var "den frugtbare jord hvori vores bevidsthed formede sig." Det centrale element i Aflaqs ba'athist-tanke var egenskaben ba'ath (der direkte oversat betyder "renæssance").
Denne renæssance kunne kun opnås ved at forene den arabiske stat, og den ville transformere den arabiske verden politisk, økonomisk, intellektuelt og moralsk. Denne "fremtidsrenæssance" ville være en "genfødsel", mens den første arabiske renæssance ifølge Aflaq havde været fremkomsten af islam i det 7. århundrede. Den nye renæssance ville bringe et nyt arabisk budskab; dette syn blev opsummeret i Ba'ath-partiets slogan "En nation, bærende på et evigt budskab".
Den arabiske nation kunne kun nå denne renæssance gennem en revolutionær proces hen mod et mål om "enhed, frihed og socialisme". In Aflaq's view, a nation could only "progress" or "decline"; Arabiske stater kunne på denne tid kun falde sammen efterhånden på grund af deres sygdomme – "feudalisme, sekterisme, regionalisme, intellektuel reaktion". Disse problemer mente Aflaq kun kunne løses gennem en revolutionær proces. En revolution kunne kun lykkes hvis de revolutionære var rene, og nærmest religiøst drevet. Aflaq støttede den leninistiske idé om behovet for et fortropsparti efter en vellykket revolution; en vellykket revolution var ikke et "uundgåeligt resultat". Fortroppen i den ba'athistiske ideologi, var Ba'ath-partiet. Ba'athismen lignede kommunismen på det punkt at fortropspartiet skulle herske i et udefineret tidsrum mens man opbyggede et "nyt samfund.
Aflaq mente at ungdommen var central for revolutionens udfald; ungdommen var åben overfor forandring og oplysning, da de endnu ikke var blevet indoktrineret i andre syn. Aflaq så det derfor som et stort problem at den arabiske ungdom i det store og hele var desillusioneret. Desillusion førte til individualisme, og individualisme var ikke et godt tegn i et underudviklet land, i modsætning til et udviklet land, hvor det var en god ting.

### Fodnoter
1. 1 2 3 4  Devlin 1975, s. 8.
2. 1 2  Curtis 1971, s. 135–138.
3. 1 2 3  Curtis 1971, s. 139.
4. ↑  Choueiri 2000, s. 144.
5. ↑  Choueiri 2000, s. 144–145.
6. ↑  Curtis 1971, s. 134.
7. ↑  Curtis 1971, s. 132–133.
8. ↑  Curtis 2000, s. 133.
9. ↑  Bengio 1998, s. 218.
10. 1 2 3  Salem 1994, s. 60.
11. ↑  Jones 2007, s. 97.
12. ↑  Devlin 1975, s. 22.
13. ↑  Ginat 2010, s. 120.
14. 1 2 3  Salem 1994, s. 61–62.
15. 1 2  Salem 1994, s. 61.
16. 1 2  Salem 1994, s. 62.
17. ↑  Salem 1994, s. 65.
18. ↑  Salem 1994, s. 63–64.

### Værker citeret
- Ali, Tariq (2003). The Clash of Fundamentalisms: Crusades, Jihads and Modernity. Verso. ISBN 978-1859844571.
- Bengio, Ofra (1998). Saddam's Word: Political Discourse in Iraq. Oxford University Press. ISBN 978-0195151855.
- Blamires, Cyprian (2006). World Fascism: A Historical Encyclopedia. Vol. 1. ABC-CLIO. ISBN 9781576079409.
- Choueiri, Youssef (2000). Arab nationalism: a History: Nation and State in the Arab World. Wiley-Blackwell. ISBN 978-0631217299.
- Commins, David Dean (2004). Historical Dictionary of Syria (2nd udgave). Scarecrow Press. ISBN 978-0810849341.
- Coughlin, Con (2005). Saddam: His Rise and Fall. Harper Perennial. ISBN 978-0060505431.
- Curtis, Michel (1971). People and Politics in the Middle East. Transaction Publishers. ISBN 978-0878555000.
- Devlin, John F. (1975). The Ba'th Party: A History from its origins to 1966 (2nd udgave). Hoover Institution Press. ISBN 978-0817965617.
- Ghareeb, Edmund; Dougherty, Beth (2004). Historical Dictionary of Iraq. Scarecrow Press. ISBN 978-0810843301.
- Ginat, Rami (2010). Syria and the Doctrine of Arab Neutralism: From Independence to Dependence (2 udgave). Sussex Academic Press. ISBN 978-1845193966.
- Hannah, Sami; Gardner, George (1969). Arab Socialism: A Documentary Survey. Brill Archive. ASIN B0007DTQ2S.
- Harris, William (1997). Challenges to Democracy in the Middle East. Markus Wiener Publishers. ISBN 978-1-55876-149-0.
- Hinnebusch, Raymond (2002). Syria: Revolution from Above. Routledge. ISBN 978-0415267793.
- Hopwood, Derek (1988). Syria 1945–1986: Politics and Society. Routledge. ISBN 978-0-04-445046-7.
- Korany, Baghat; Dessouki, Ali (2008). The Foreign Policies of Arab States: The Challenge of Globalization. American University in Cairo Press. ISBN 978-9774161971.
- Laqueur, Walter (1969). The Struggle for the Middle East: The Soviet Union and the Middle East, 1958-68. Routledge. ASIN B002MS5UDA.
- Jones, Jeremy (2007). Negotiating Change: The New Politics of the Middle East. I.B. Tauris. ISBN 978-1845112707.
- Maʻoz, Moshe (2005). Arab-Jewish Relations: From Conflict to Resolution?: Essays in Honour of Moshe Maʻoz. Sussex Academic Press. ISBN 9781903900680.
- al-Marashi, Ibrahim; Salama, Sammy (2008). Iraq's Armed Forces: an Analytical History. Routledge. ISBN 978-0-415-40078-7.
- Niblock, Tim (1982). Iraq, the contemporary state. Croom Helm, Ltd. ISBN 978-0-7099-1810-3.
- Perthes, Volker (1997). The Political Economy of Syria under Asad. I.B.Tauris. ISBN 978-1860641923.
- Pipes, Daniel (1992). Greater Syria: The History of an Ambition. Oxford University Press. ISBN 978-0195060225.
- Mackey, Sandra (2003). The Reckoning: Iraq and the Legacy of Saddam Hussein. W. W. Norton and Co. ISBN 978-0-393-32428-0.
- Ruthven, Malise (2006). Islam in the World. Oxford University Press. ISBN 978-0195138412.
- Salem, Paul (1994). Bitter Legacy: Ideology and Politics in the Arab World. Syracuse University Press. ISBN 978-0-8156-2628-2.
- Sassoon, Joseph (2012). Saddam Hussein's Ba'th Party: Inside an Authoritarian Regime (1st udgave). Cambridge University Press. ISBN 978-0521149150.
- Seddon, David (2006). A Political and Economic Dictionary of Africa. Taylor & Francis. ISBN 1-85743-212-6.
- Viorst, Milton (1995). Sandcastles: The Arabs in Search of the Modern World. Syracuse University Press. ISBN 978-0224033237.
- Walt, Stephen (1987). The Origins of Alliances. Cornell University Press. ISBN 978-0801494185.